# Mario Gavranović
Mario Gavranović (* 24. listopadu 1989 Lugano) je švýcarský profesionální fotbalista bosensko-chorvatského původu, který hraje na pozici útočníka za turecký klub Kayserispor a za švýcarský národní tým.

## Reprezentační kariéra
Mario Gavranović reprezentoval Švýcarsko v mládežnických kategoriích (mj. i v U21).
Svůj debut za A-mužstvo Švýcarska absolvoval 26. 3. 2011 v kvalifikačním zápase v Sofii proti reprezentaci Bulharska (remíza 0:0).
Německý trenér Švýcarska Ottmar Hitzfeld jej nominoval na Mistrovství světa 2014 v Brazílii konané v červnu a červenci. 29. června 2014 si ale na tréninku vážně poranil koleno a byl vyřazen ze hry až do konce roku.